# Туманность SuWt 2
Туманность SuWt 2 — планетарная туманность в созвездии Центавра. Она находится на расстоянии 6500 св. лет от нас.
Другие обозначения:
- PN G311.0+02.4
- ASCC 2257285

## Характеристики
Туманность SuWt 2 состоит из яркого, светлого по краям кольца газа. Слабо светящиеся доли расширяются перпендикулярно кольцу, придавая туманности вид песочных часов. Предполагается, что светлые струи газа были выброшены звездой во время взрыва звезды, превратившейся в белый карлик. Туманность прежде состояла из трёх звёзд. На данный момент в диаметре она достигает 5 св. лет.

## История изучения
Туманность была открыта группой астрономов 31 января 1995 года: К. Экстером (англ. K. Exter), Х. Бондом (англ. H. Bond), К. Стэссаном (англ. K. Stassun, Университет Вандербильт, США), П. Макстедом (англ. P. Maxted), Б. Смолли (англ. B. Smalley Университет Кил, Великобритания) и Д. Полакко (англ. D. Pollacco, Королевский университет, Великобритания). Открытие было совершено с помощью телескопа с диаметром зеркала 1.5 метра обсерватории Серро-Тололо, Чили. В начале 1990-х учёные пытались найти присутствие белого карлика в туманности с помощью орбитального ультрафиолетового телескопа IUE (англ. International Ultraviolet Explorer, Международный Ультрафиолетовый Исследователь), но вместо этого были обнаружены две звезды спектрального класса А.

## Эволюция системы SuWt 2

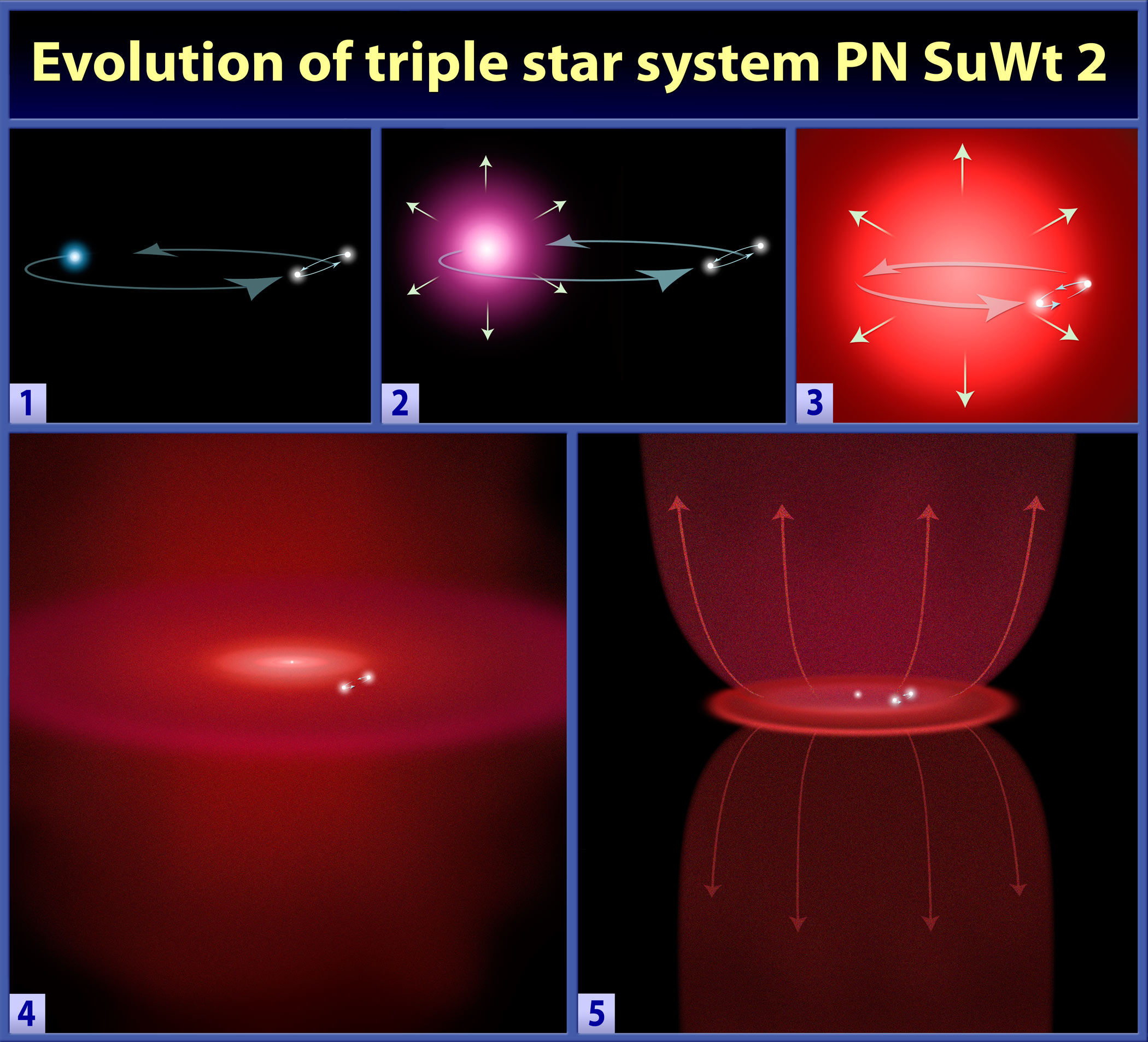
Эволюция системы SuWt 2

На данный момент разработана такая модель эволюции SuWt 2. На месте туманности находилась система из трёх звёзд: две звезды спектрального класса А вращались очень близко друг от друга, а более массивная двигалась по орбите в отдалении. Затем массивная звезда перешла на стадию красного гиганта и захватила в поле своего тяготения две соседние звезды. Тесное сосуществование трёх звёзд вызвало нестабильность в верхних слоях красного гиганта, из-за чего произошёл взрыв, звезда сбросила оболочку, образовав видимую теперь туманность, сама превратившись в белый карлик.